# Robert van Bar
Robert van Bar soms ook Robert van Marle genoemd (circa 1390 - Azincourt, 25 oktober 1415) was van 1405 tot aan zijn dood graaf van Marle en van 1412 tot aan zijn dood graaf van Soissons. Hij behoorde tot het huis Scarpone.

## Levensloop
Robert was de zoon van Hendrik van Marle uit diens huwelijk met Maria van Coucy, vrouwe van Marle en gravin van Soissons.
Na de dood van zijn vader in 1397 werd hij de presumptieve erfgenaam van zijn grootvader Robert I van Bar. Die onterfde hem echter in 1401 ten voordele van zijn oom Eduard III. Ook de erfenis van zijn moeder bleef niet onaangetast. Robert kon enkel de heerlijkheden Marle en Oisy erven, aangezien zijn moeder in 1400 gedwongen werd de grote baronie Coucy en het graafschap Soissons af te staan aan hertog Lodewijk I van Orléans, de broer van koning Karel VI van Frankrijk. In 1405 volgde hij zijn moeder op als heer van Marle.
Robert voerde meerdere processen voor het Parlement van Parijs om de verloren gebieden van zijn moeder terug te krijgen. Zijn verzoeken werden steeds afgewezen en er werd telkens in het voordeel van Lodewijk van Orléans en zijn familie beslist. Als compensatie voor zijn verloren gebieden werd in 1413 de heerlijkheid Marle verheven tot graafschap, kreeg hij het graafschap Soissons terug en kreeg hij het ambt van grootbutler van Frankrijk.
In oktober 1415 sneuvelde Robert van Bar in de Slag bij Azincourt tegen de Engelsen. Onder de gesneuvelden bevond zich ook zijn oom Eduard III van Bar. Zijn gebieden werd geërfd door zijn dochter Johanna.

## Huwelijk en nakomelingen
In 1409 huwde hij met Johanna van Béthune (1397-1450), dochter en erfgename van Robrecht VIII van Béthune, burggraaf van Meaux. Ze kregen een dochter Johanna (1415-1462), gravin van Marle en Soissons en burggravin van Meaux, die in 1437 huwde met graaf Lodewijk van Saint-Pol.